# Javier Fernández (łyżwiarz figurowy)
Javier „Javi” Fernández López (ur. 15 kwietnia 1991 w Madrycie) – hiszpański łyżwiarz figurowy startujący w konkurencji solistów. Brązowy medalista olimpijski z Pjongczangu (2018) i trzykrotny uczestnik igrzysk olimpijskich (2010, 2014, 2018), dwukrotny mistrz świata (2015, 2016), 7-krotny mistrz Europy (2013–2019), medalista finału Grand Prix oraz 8-krotny mistrz Hiszpanii (2010, 2012–2018). Zakończył karierę amatorską 26 stycznia 2019 roku.
W 2014 roku był chorążym reprezentacji Hiszpanii na zimowych igrzyskach olimpijskich w Soczi.
W 2018 roku został pierwszym hiszpańskim łyżwiarzem figurowym, który zdobył medal zimowych igrzysk olimpijskich.

## Życiorys

### Początki
Urodził się w rodzinie Eriquety i Antonio Fernández, oficera marynarki i mechanika. Ma starszą siostrę Laurę (ur. 1988), która uprawiała łyżwiarstwo figurowe oraz występowała na mistrzostwach Europy i świata, a następnie została pielęgniarką.
Rodzice zabrali Laurę i Javiera na lodowisko Diamond w Aluche, gdy Laura miała 2,5 roku, zaś Javier był niemowlakiem. Sami chętnie chodzili na lodowisko jeszcze w czasach narzeczeńskich i chcieli, aby ich dzieci również nauczyły się jeździć na łyżwach. Fernández rozpoczął naukę łyżwiarstwa w wieku sześciu lat, gdy zobaczył jak jeździ jego siostra Laura. Długo wahał się między wyborem dyscypliny, którą chce trenować, rozważając jeszcze tenis ziemny i piłkę nożną. Jednak po pół roku od wstąpienia Laury do szkoły łyżwiarskiej Majadahonda SC dołączył do niej. Rodzeństwo przeniosło się do miasta Jaca z matką, zaś ojciec został w stolicy. Jednak Javier nie robił tam wystarczających postępów w łyżwiarstwie i był wyśmiewany przez rówieśników, którzy uważali, że „łyżwiarstwo figurowe jest sportem dla gejów”. Javier wylądował swój pierwszy potrójny skok łyżwiarski – potrójnego salchowa mając 12 lat, zaś do 16 roku życia wylądował czysto pierwszego potrójnego axla.

### Kariera sportowa

#### 2005–2008 Pierwsze starty międzynarodowe
Fernández rozpoczął karierę juniorską w sezonie 2005/2006, gdy zdobył tytuł wicemistrza Hiszpanii juniorów. Rok później został mistrzem Hiszpanii juniorów i zajął czwarte miejsce na Zimowym Olimpijskim Festiwalu Młodzieży Europy 2007 w hiszpańskim mieście Jaca. Ponadto zadebiutował 28. miejscem na mistrzostwach Europy 2007 w Warszawie oraz 35. miejscem na mistrzostwach świata 2007. W kolejnym sezonie zajmował 13. miejsce na mistrzostwach świata juniorów 2008 oraz poprawiał swoje rezultaty na mistrzostwach Europy (17. miejsce) i świata (30. miejsce). 

#### 2008–2011 Debiut olimpijski i treningi u Morozowa
W 2008 roku Fernández pojechał na letni obóz treningowy do Andory, gdzie jego talent łyżwiarski został dostrzeżony przez rosyjskiego trenera Nikołaja Morozowa, który w 2006 roku doprowadził Shizukę Arakawę do mistrzostwa olimpijskiego. Morozow zaproponował Fernándezowi miejsce w jego grupie szkoleniowej w Stanach Zjednoczonych bez pobierania opłat za treningi. 17-letni Javier przyjął ofertę Morozowa bez konsultacji z rodzicami. Pomimo darmowych treningów inne koszty związane z karierą sportową i życiem w Stanach Zjednoczonych wynosiły od 2 do 3 tysięcy dolarów amerykańskich miesięcznie, zaś Javier nie otrzymał w tym zakresie żadnego wsparcia finansowego od Hiszpańskiej Federacji Łyżwiarskiej. W celu zapewnienia synowi możliwość dalszych treningów, jego rodzice wykorzystali oszczędności, które pierwotnie miały służyć na remont ich mieszkania. Ponadto, aby móc finansować karierę sportową syna podjęli również dodatkowe prace – ojciec zaczął naprawiać helikoptery, a matka zatrudniła się na poczcie. Latem 2009 roku Javier wyjechał do Hackensack w stanie New Jersey i zamieszkał z trenerem Mikelem Garcíą, który pomagał mu z nauką języka angielskiego, gotowaniem i odnalezieniem się w nowym otoczeniu.
W sezonie 2008/2009 Javier zdobył drugi tytuł mistrza Hiszpanii juniorów i poprawił swoje rezultaty na zawodach międzynarodowych. Na mistrzostwach Europy zajął 11. lokatę, zaś na mistrzostwach świata był 19., co pozwoliło na zdobycie kwalifikacji olimpijskiej w konkurencji solistów dla Hiszpanii – po raz pierwszy od 1956 roku. 
W sezonie olimpijskim 2009/2010 zadebiutował w zawodach z cyklu Grand Prix, Trophée Éric Bompard 2009, gdzie zajął 11. miejsce oraz wywalczył pierwszy tytuł mistrza Hiszpanii seniorów. Następnie po raz pierwszy zajął miejsce w pierwszej dziesiątce mistrzostw Europy (8. miejsce). Jego debiut olimpijski był pierwszym występem hiszpańskiego solisty na igrzyskach olimpijskich od 54 lat, od startu Dario Villalby. Na igrzyskach olimpijskich 2010 w Vancouver Fernández zajął finalnie 14. miejsce, zaś jego program dowolny został sklasyfikowany na 10. miejscu. Sezon zakończył 12. miejscem na mistrzostwach świata.

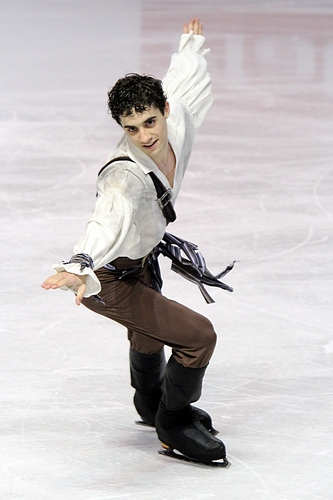
Program dowolny Piraci z Karaibów na zawodach Skate Canada International 2010

W kolejnym sezonie nie udało mu się obronić tytułu krajowego. Przegrał z Javierem Rayą i zdobył srebrny medal, ale pomimo tego pojechał na mistrzostwa Europy 2011 (9. miejsce), gdyż jego wysoka lokata na poprzednich mistrzostwach zapewniła Hiszpanii możliwość wystawienia dwóch solistów. Na mistrzostwach świata poprawił wynik z poprzedniego sezonu, zajmując 9. miejsce.

#### 2011–2014 Przenosiny do Orsera i początek dominacji w Europie
W sezonie 2010/2011 trener Morozow przenosił swoją bazę treningową kilkakrotnie, przez co Fernández i reszta jego uczniów przez 18 miesięcy dzieliła cykl treningowy między Moskwę i Dyneburg na Łotwie, mieszkając w hotelach. Ponadto w późniejszych wywiadach Javier przyznał, że odczuwał faworyzowanie przez Morozowa Florenta Amodio, który dołączył przed sezonem do ich grupy szkoleniowej, a w 2011 roku został mistrzem Europy, podczas gdy Javier zajął jedynie 9. lokatę. Z tego powodu w lecie 2011 roku hiszpańska federacja zaaranżowała próbne treningi Fernándeza w Cricket Club w Kanadzie. Javier od początku był pewien, że chce się tam przenieść, ale innego zdania byli kanadyjscy trenerzy. Uważali go za wielki talent, ale widzieli, że Javier ma leniwe podejście do treningów. Ostatecznie postanowili dać mu szansę i Javier rozpoczął treningi u Briana Orsera w Toronto.

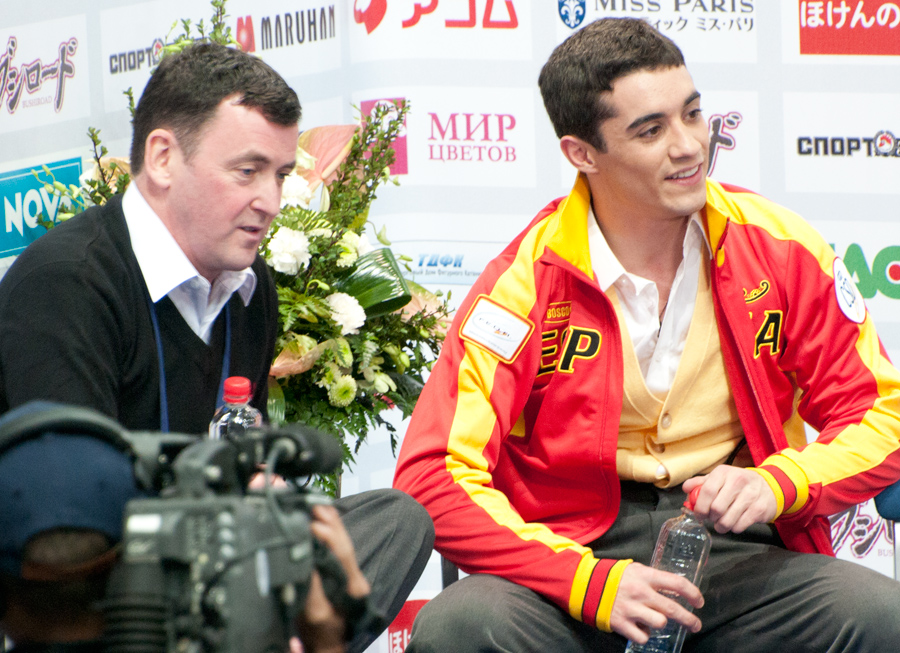
Fernández z trenerem Orserem na Rostelecom Cup 2011

Od kolejnego sezonu, 2011/2012, Javier nieprzerwanie zdobywał 7 tytułów mistrza Hiszpanii z rzędu, zaś zmiany w podejściu do treningów sprawiły, że po raz pierwszy stanął na podium zawodów z cyklu Grand Prix, zdobywając srebrne medale na Skate Canada International 2011 i Rostelecom Cup 2011. Stając na podium w Kanadzie, został pierwszym hiszpańskim medalistą zawodów z tego cyklu. Wysokie miejsca w tych zawodach zapewniły mu także pierwszą kwalifikację do finału Grand Prix, również jako pierwszemu Hiszpanowi w historii. Podczas finału w kanadyjskim Quebecu zdobył brązowy medal, przegrywając z Kanadyjczykiem Patrickiem Chanem i Japończykiem Daisuke Takahashim ustanawiając przy tym rekordy życiowe i skacząc czysto aż dwa poczwórne skoki. Javier był jednym z pretendentów do tytułu na mistrzostwach Europy 2012 w Sheffield. Jednakże ze względu na ból uda oraz szyi, po programie krótkim zajmował dopiero czwarte miejsce. Ostatecznie zakończył zawody na 6. miejscu, głównie z powodu problemów z wylądowaniem potrójnych axli i potknięciach przy innych skokach. Na mistrzostwach świata Fernández poprawił swoje miejsce z poprzedniego roku i zajął 9. miejsce.

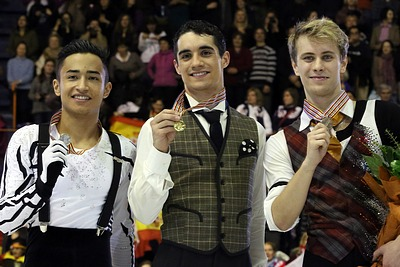
Pierwszy tytuł mistrza Europy (2013)

Sezon 2012/2013 był początkiem pasma sukcesów w karierze Fernándeza. W trakcie przerwy między sezonami pracował z Orserem na obozach letnich oraz ulepszał swoje umiejętności łyżwiarskie, pracując między innymi nad piruetami, potrójnym axlem oraz kombinacją potrójnych skoków (triple-triple). W międzyczasie do klubu w Toronto dołączył Japończyk Yuzuru Hanyū, który w poprzednim sezonie zdobył brąz na mistrzostwach świata i miał być konkurencją dla Fernándeza w kolejnych sezonach. Po rozpoczęciu sezonu od brązowego medalu Finlandia Trophy 2012 Fernández po raz pierwszy zwyciężył w zawodach z cyklu Grand Prix, Skate Canada International 2012 pokonując faworyta gospodarzy Patricka Chana, a następnie zajął czwarte miejsce na NHK Trophy 2012. W finale Grand Prix w Soczi zajął czwarte miejsce, przegrywając brązowy medal z Chanem o niespełna 0,04 pkt, pomimo tego, że w programie dowolnym wykonał trzy skoki poczwórne, stając się drugim Europejczykiem w historii, który tego dokonał (pierwszym był Brian Joubert). Po przybyciu Fernándeza na mistrzostwa Europy 2013 do Zagrzebia okazało się, że jego łyżwy zagubiły się na lotnisku przez co nie mógł trenować. Łyżwy odzyskał dopiero dzień przed zawodami, ale nie przeszkodziło mu to w zostaniu pierwszym hiszpańskim mistrzem Europy, pokonując przy tym Francuza Florenta Amodio i Czecha Michala Březinę. Na kończących sezon mistrzostwach świata w kanadyjskim London zdobył brązowy medal za Kanadyjczykiem Patrickiem Chanem i Kazachem Dienisem Tienem, choć po programie krótkim zajmował miejsce siódme, zaś jego program dowolny był czwarty w klasyfikacji.
Sezon olimpijski 2013/2014 rozpoczął od brązowego medalu na Rostelecom Cup 2013 i piątego miejsca na NHK Trophy 2013, przez co nie awansował do finału cyklu. Z kolei na mistrzostwach Europy w Budapeszcie obronił tytuł, zdobywając drugi złoty medal z rzędu. Na Zimowych Igrzyskach Olimpijskich 2014 w Soczi był chorążym reprezentacji Hiszpanii podczas ceremonii otwarcia igrzysk. Tuż przed igrzyskami media obiegły słowa Fernándeza: „lepiej, żeby homoseksualiści trochę mniej się z tym obnosili na igrzyskach” opublikowane przez gazetę El Mundo w których odniósł się do braku tolerancji dla homoseksualistów w Rosji. Jego słowa zostały pozbawione kontekstu w przekazie medialnym, przez co został oskarżony o homofobię. Fernández odniósł się do oskarżeń, przepraszając wszystkich kogo te słowa mogły urazić i dodał, że zostały wycięte z kontekstu, a docelowo chodziło mu o „szacunek praw kraju, który się odwiedza” a nie dyskryminację orientacji seksualnej. W zawodach olimpijskich zajmował trzecie miejsce po programie krótkim. W programie dowolnym wykonał poczwórnego toeloopa oraz poczwórnego salchowa w kombinacji, jednak przy kolejnym podejściu do poczwórnego salchowa wykonał tylko trzy obroty, zaś jako ostatni skok w programie ponownie wykonał tylko potrójnego salchowa. Tym samym w swoim programie dowolnym Fernández złamała zasadę Zayaka, przez co sędziowie, z powodu powtórzenia elementu nie przyznali mu za niego punktów. Ostatecznie Fernández zajął czwarte miejsce, tracąc do zajmującego trzecie miejsce Dienisa Tiena jedynie 1,18 pkt. Sezon zakończył wywalczeniem brązowego medalu mistrzostw świata w Saitamie, plasując się za Japończykami, Yuzuru Hanyū i Tatsukim Machidą.

#### 2014–2017 Kolejne tytuły mistrza świata i Europy

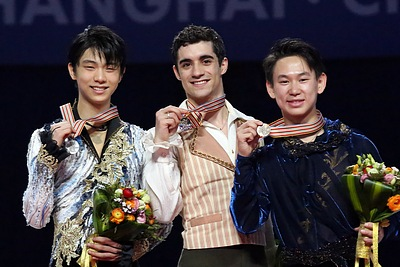
Pierwszy tytuł mistrza świata (2015)

W sezonie 2014/2015 zdobywał medale we wszystkich zawodach, w których brał udział. Sezon Grand Prix rozpoczął od srebrnego medalu Skate Canada International 2014, a następnie zwyciężył w Rostelecom Cup 2014. W finale Grand Prix rozgrywanym w Barcelonie zdobył srebrny medal, przegrywając z Hanyū. Następnie w Sztokholmie wywalczył trzeci tytuł mistrza Europy z przewagą 26,81 pkt nad Rosjaninem Maksimem Kowtunem. Podczas mistrzostw świata 2015 w Szanghaju zdobył pierwszy tytuł mistrza świata i został jednocześnie pierwszym hiszpańskim mistrzem świata w łyżwiarstwie figurowym, wygrywając z Hanyū i Tienem. 

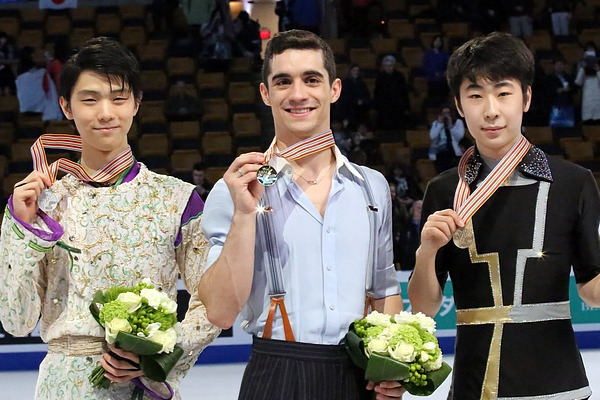
Drugi tytuł mistrza świata (2016)

W kolejnym sezonie zwyciężył w obu zawodach z cyklu Grand Prix: Cup of China 2015 i Rostelecom Cup 2015. Podczas finału cyklu Grand Prix, po raz drugi z rzędu zdobył srebrny medal, również przegrywając z Hanyū. Następnie wywalczył czwarty tytuł mistrza Europy. Na mistrzostwach świata zajmował drugie miejsce po programie krótkim ze stratą 12,04 pkt do Hanyū, co było ówcześnie największą przewagą solisty po programie krótkim w historii systemu oceniania Code of Points. W programie dowolnym Japończyk otrzymał ujemne GOE aż w czterech elementach, co dało Javierowi szansę na odrobienie strat. Javier pobił swój rekord życiowy w programie dowolnym 216,41 pkt, co dało mu notę łączną 314,93 pkt i przewagę 19,76 pkt nad srebrnym medalistą, Yuzuru Hanyū. W trakcie mistrzostw Javier borykał się z kontuzją pięty nogi na której lądował skoki. W dniu pomiędzy programem krótkim i dowolnym odczuwał ostry ból przy zgięciu nogi. Następnego dnia zrobiono mu USG stopy i otrzymał środki przeciwzapalne. Program dowolny wykonał ze specjalną wkładką ochronną na piętę umieszczoną w bucie, która zmniejszyła ból.
Sezon 2016/2017 rozpoczął od zwycięstwa w zawodach z cyklu Grand Prix, Rostelecom Cup 2016 i Trophée de France 2016. Zakwalifikował się do finału Grand Prix, ale po wykonaniu kombinacji poczwórny toe loop-potrójny toe loop miał problemy z wylądowaniem poczwórnego salchowa i upadł przy drugim potrójnym axlu. Zawody zakończył na czwartym miejscu, co było jego pierwszym występem na zawodach poniżej podium od igrzysk w 2014 roku. Na mistrzostwach Europy w Ostrawie zdobył piąty tytuł z rzędu, pokonując Rosjanina Maksima Kowtuna o 28,04 pkt. Został tym samym trzecim solistą w historii, który zdobył pięć tytułów mistrza Europy z rzędu po Ondreju Nepeli (1969–1973) i Karlu Schäferze, który wygrywał ośmiokrotnie (1929–1936). Mistrzostwa świata 2017 rozpoczął od bezbłędnego programu krótkiego, za który otrzymał 109,05 pkt. Po tej części zawodów miał ponad czteropunktową przewagę nad drugim Shōmą Uno. W programie dowolnym upadł po drugim poczwórnym salchowie, powtórzył potrójnego flipa i upadł po potrójnym toeloopie. Za program dowolny uzyskał 192,14 pkt co po tej części zawodów było szóstym wynikiem. Ostatecznie zajął miejsce czwarte, tracąc do podium 2,39 pkt.

#### 2017–2019 Medal olimpijski i zakończenie kariery

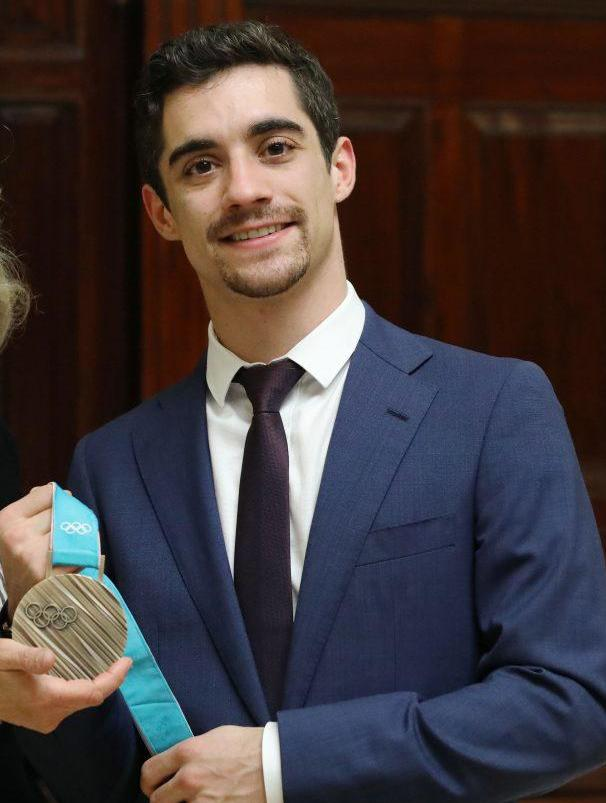
Fernández z brązowym medalem olimpijskim (2018)

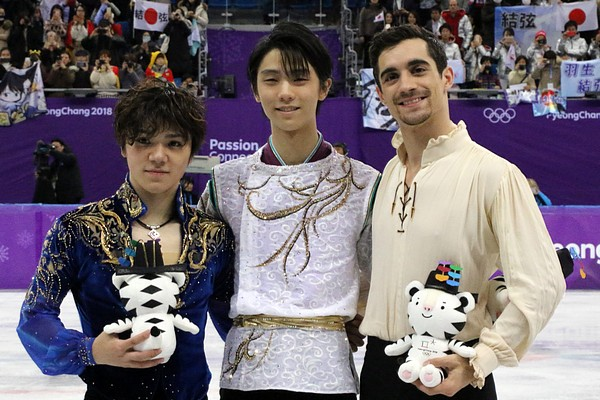
Ceremonia kwiatowa po zdobyciu przez Fernándeza brązowego medalu olimpijskiego (2018)

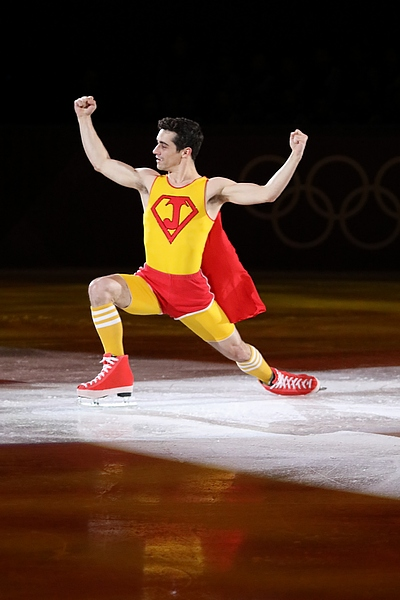
Program Aerobic Class na pokazie mistrzów ZIO 2018

Sezon olimpijski 2017/2018 rozpoczął od debiutu w zawodach z cyklu Challenger Series, zwyciężając Autumn Classic International 2017 z przewagą ponad 10 punktów nad drugim Yuzuru Hanyū. Następnie kontynuował starty w zawodach Grand Prix zajmując szóstą lokatę na Cup of China 2017. Po zawodach okazało się, że w trakcie zawodów Fernández borykał się z problemami żołądkowymi. Następnie wystąpił na Internationaux de France 2017, gdzie zdobył złoty medal, pokonując Japończyka Uno o 10,39 pkt. Tuż przed igrzyskami zdobył swój szósty tytuł mistrza Europy, zostając drugim najbardziej utytułowanym solistą w historii mistrzostw po Karlu Schäferze. Następnie Fernández po raz trzeci wystąpił na igrzyskach olimpijskich. W programie krótkim wykonał kombinację poczwórny toe loop-potrójny toe loop, wylądował poczwórnego salchowa, potrójnego axla, a wszystkim elementom technicznym został przyznany czwarty, najwyższy poziom. Ponadto otrzymał od sędziów aż dziewięć najwyższych not za komponenty i z wynikiem 107,58 pkt zajmował drugie miejsce w zawodach za Japończykiem Hanyū. W programie dowolnym wykonał poczwórnego toe loopa, poczwórnego salchowa w kombinacji, dwa potrójne axle i pięć innych potrójnych skoków otrzymując cztery perfekcyjne noty 10,0 za komponenty i 197,66 za ten segment. Ostatecznie z wynikiem 305,24 pkt zdobył brązowy medal olimpijski, ustępując na podium dwóm Japończykom, Yuzuru Hanyū i Shōmie Uno. Tym samym Fernández został pierwszym hiszpańskim łyżwiarzem, który wywalczył medal zimowych igrzysk olimpijskich. Podczas pokazu mistrzów kończącego łyżwiarskie zawody olimpijskie wykonał program Aerobic Class. Zrezygnował z udziału w kończących sezon mistrzostwach świata. Tuż po zdobyciu medalu olimpijskiego pierwszą osobą, której powiedział o swoim planie zakończenia kariery był jego wieloletni przyjaciel Yuzuru Hanyū. Przekazał mu wtedy informację, że igrzyska były ich ostatnimi wspólnymi zawodami.
Po igrzyskach skupił się na promowaniu łyżwiarstwa figurowego w rodzinnej Hiszpanii i występach w rewii Revolution On Ice. Pod koniec 2018 roku Fernández potwierdził, że planuje zakończenie kariery podczas mistrzostw Europy 2019, które miały się odbyć pod koniec stycznia w Mińsku. Na początku stycznia 2019 roku Fernández powrócił do Toronto, aby przygotować się do ostatnich zawodów w karierze. Pierwotnie chciał wykonać nowy program krótki, ale ostatecznie zdecydował się na program Malagueña z sezonów 2015–2017, zaś jako program dowolny wybrał Man of La Mancha z poprzedniego sezonu. Wybierając programy z nawiązaniem do ojczystej kultury, chciał złożyć hołd swojemu państwu i podziękować kibicom. Podczas programu krótkiego Fernández niepewnie wylądował potrójnego axla, dodatkowo sędziowie uznali jego poczwórnego salchowa za niedokręconego. Tym samym po programie krótkim zajmował trzecie miejsce z wynikiem 91,84 pkt i stratą 8,65 pkt do liderującego Rosjanina Michaiła Kolady. W programie dowolnym wylądował dwa poczwórne skoki, dwa potrójne axle i trzy inne potrójne skoki, choć potrójnego flipa wykonał w drugim podejściu. Ponadto otrzymał najwyższe noty za komponenty. Ostatecznie uzyskał 271,59 pkt, co pozwoliło mu na wywalczenie, w swoim ostatnim występie w karierze, siódmego tytułu mistrza Europy z rzędu.

## Osiągnięcia
| Zawody                                | 03–04          | 04–05          | 05–06          | 06–07          | 07–08          | 08–09          | 09–10          | 10–11          | 11–12          | 12–13          | 13–14          | 14–15          | 15–16          | 16–17          | 17–18          | 18–19          | 19–20          |
| Międzynarodowe                        | Międzynarodowe | Międzynarodowe | Międzynarodowe | Międzynarodowe | Międzynarodowe | Międzynarodowe | Międzynarodowe | Międzynarodowe | Międzynarodowe | Międzynarodowe | Międzynarodowe | Międzynarodowe | Międzynarodowe | Międzynarodowe | Międzynarodowe | Międzynarodowe | Międzynarodowe |
| ------------------------------------- | -------------- | -------------- | -------------- | -------------- | -------------- | -------------- | -------------- | -------------- | -------------- | -------------- | -------------- | -------------- | -------------- | -------------- | -------------- | -------------- | -------------- |
| Igrzyska olimpijskie                  |                |                |                |                |                |                | 14             |                |                |                | 4              |                |                |                | 3              |                |                |
| Mistrzostwa świata                    |                |                |                | 35             | 30             | 19             | 12             | 10             | 9              | 3              | 3              | 1              | 1              | 4              | WD             |                |                |
| Mistrzostwa Europy                    |                |                |                | 28             | 17             | 11             | 8              | 9              | 6              | 1              | 1              | 1              | 1              | 1              | 1              | 1              |                |
| GP Finał                              |                |                |                |                |                |                |                |                | 3              | 4              |                | 2              | 2              | 4              |                |                |                |
| GP Internationaux de France           |                |                |                |                |                |                | 11             |                |                |                |                |                |                | 1              | 1              |                |                |
| GP NHK Trophy                         |                |                |                |                |                |                |                |                |                | 4              | 5              |                |                |                |                |                |                |
| GP Cup of China                       |                |                |                |                |                |                |                |                |                |                |                |                | 1              |                | 6              |                |                |
| GP Rostelecom Cup                     |                |                |                |                |                |                |                | 9              | 2              |                | 3              | 1              | 1              | 1              |                |                |                |
| GP Skate Canada International         |                |                |                |                |                |                |                | 5              | 2              | 1              |                | 2              |                |                |                |                |                |
| CS Autumn Classic International       |                |                |                |                |                |                |                |                |                |                |                |                |                |                | 1              |                |                |
| Finlandia Trophy                      |                |                |                |                |                |                |                |                |                | 3              |                |                |                |                |                |                |                |
| Golden Spin of Zagreb                 |                |                |                |                | 13             |                |                |                |                |                |                |                |                |                |                |                |                |
| International Cup of Nice             |                |                |                |                |                |                | 3              | 5              |                |                |                |                |                |                |                |                |                |
| Merano Cup                            |                |                |                |                |                |                | 1              |                |                |                |                |                |                |                |                |                |                |
| Nebelhorn Trophy                      |                |                |                |                |                |                |                |                | 4              |                |                |                |                |                |                |                |                |
| NRW Trophy                            |                |                |                |                |                | 3              |                |                |                |                |                |                |                |                |                |                |                |
| Międzynarodowe: Kategorie młodzieżowe |                |                |                |                |                |                |                |                |                |                |                |                |                |                |                |                |                |
| Mistrzostwa świata juniorów           |                |                |                |                | 13             |                |                |                |                |                |                |                |                |                |                |                |                |
| JGP w Estonii                         |                |                |                |                | 9              |                |                |                |                |                |                |                |                |                |                |                |                |
| JGP w Meksyku                         |                |                |                |                |                | 6              |                |                |                |                |                |                |                |                |                |                |                |
| JGP w Holandii                        |                |                |                | 23             |                |                |                |                |                |                |                |                |                |                |                |                |                |
| JGP w Hiszpanii                       |                |                |                |                |                | 4              |                |                |                |                |                |                |                |                |                |                |                |
| JGP w Wielkiej Brytanii               |                |                |                |                | 11             |                |                |                |                |                |                |                |                |                |                |                |                |
| Olimpijski festiwal młodzieży Europy  |                |                |                | 4 J            |                |                |                |                |                |                |                |                |                |                |                |                |                |
| Gardena Spring Trophy                 |                |                |                | 5 J            |                |                |                |                |                |                |                |                |                |                |                |                |                |
| Merano Cup                            | 3 N            | 3 N            |                |                |                |                |                |                |                |                |                |                |                |                |                |                |                |
| Triglav Trophy                        |                |                | 4 N            |                |                |                |                |                |                |                |                |                |                |                |                |                |                |
| Krajowe                               |                |                |                |                |                |                |                |                |                |                |                |                |                |                |                |                |                |
| Mistrzostwa Hiszpanii                 | 2 N            |                | 2 J            | 1 J            |                | 1 J            | 1              | 2              | 1              | 1              | 1              | 1              | 1              | 1              | 1              |                |                |
| Zawody drużynowe                      |                |                |                |                |                |                |                |                |                |                |                |                |                |                |                |                |                |
| Japan Open                            |                |                |                |                |                |                |                |                |                |                | 3 T 1 P        | 1 T 2 P        | 3 T 2 P        | 2 T 2 P        | 1 T 1 P        | 2 T 3 P        | 1 T 5 P        |

## Programy
| Sezon   | Program krótki (SP)                                                                               | Program dowolny (FS) | Pokazy mistrzów |
| ------- | ------------------------------------------------------------------------------------------------- | --- | --- |

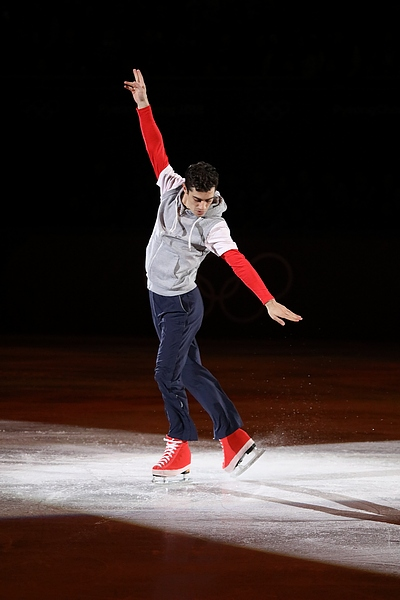
Aerobic Class (ZIO 2018)

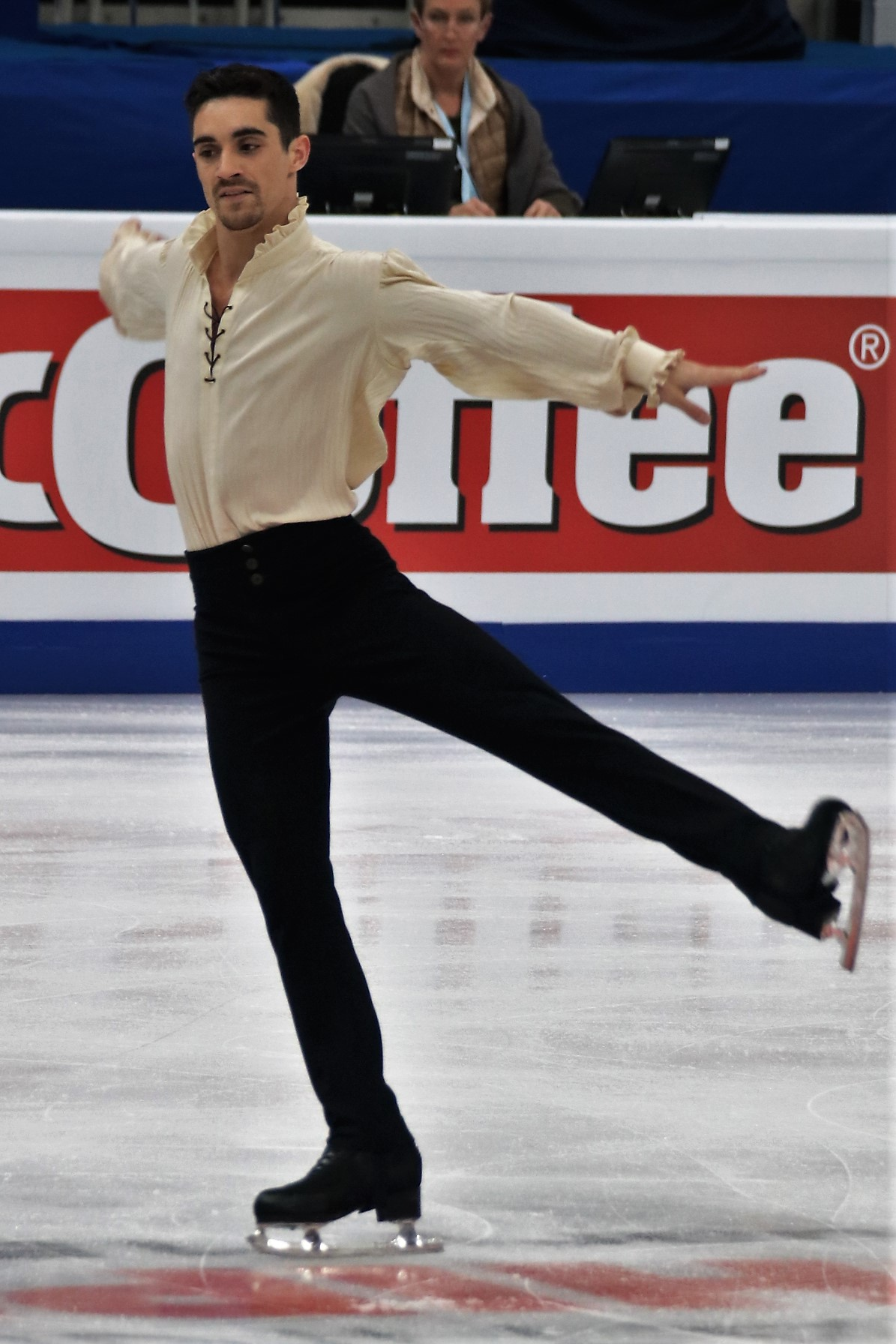
Man of La Mancha (ME 2018)

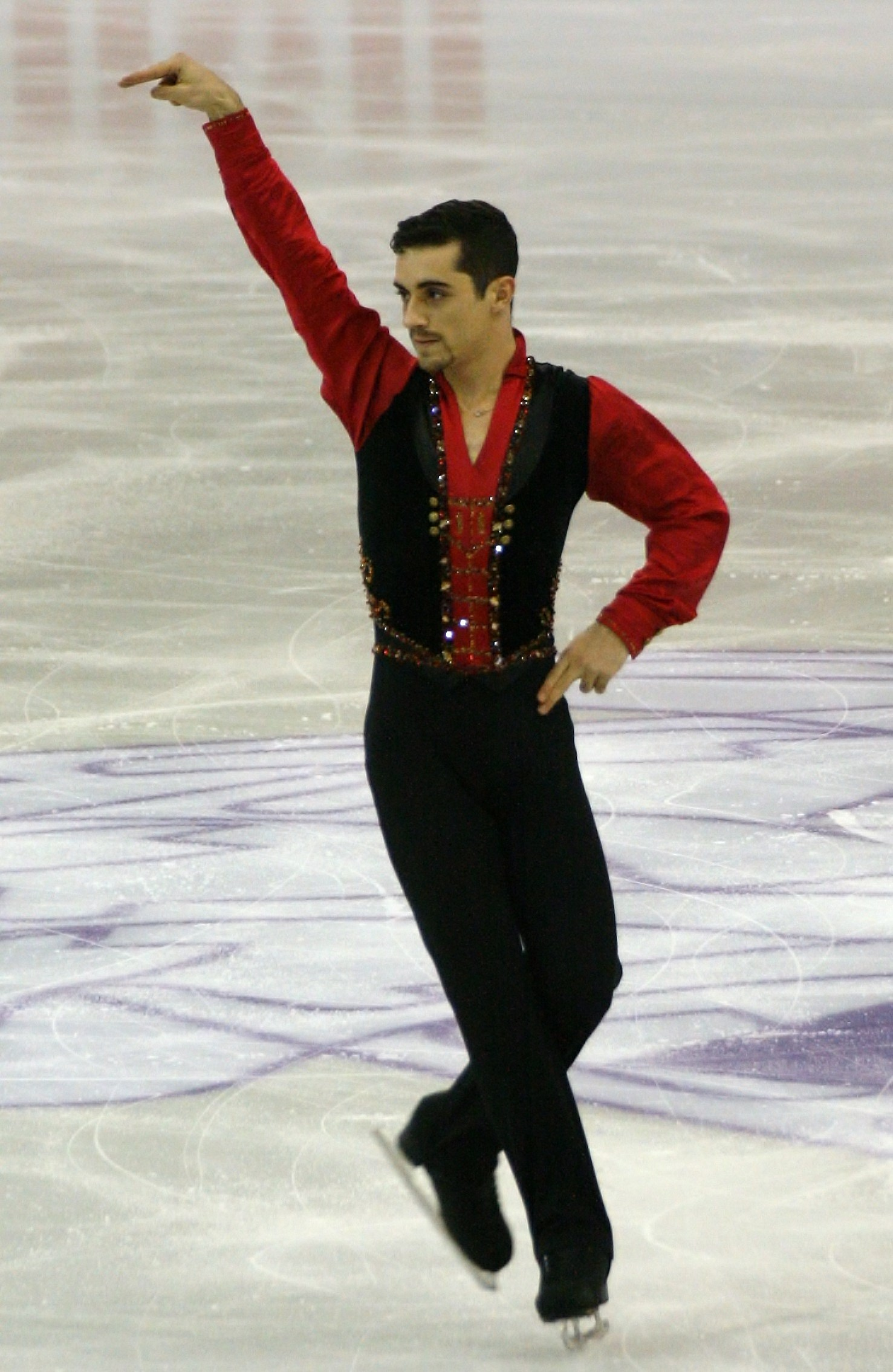
Malagueña (Finał Grand Prix 2015)

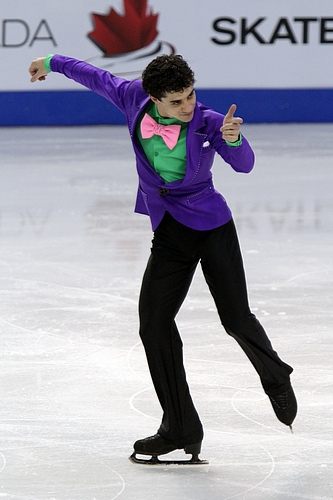
Histoire d'un amour / Nu Pogodi (Skate Canada International 2010)

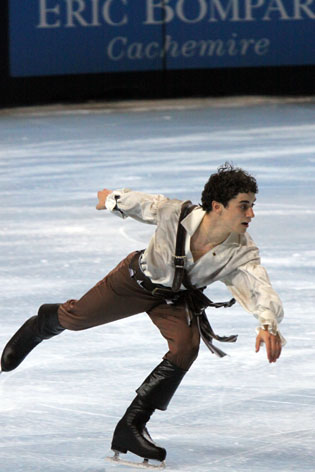
Piraci z Karaibów (Trophée Éric Bompard 2009)

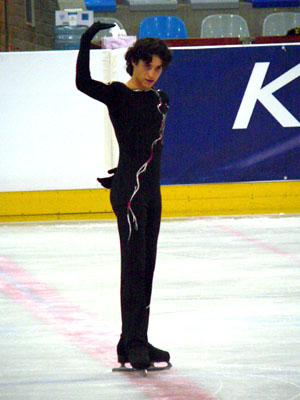
JGP w Holandii 2006

| 2018–19 | - Malagueña – Paco de Lucía, Plácido Domingo, oryg. Ernesto Lecuona choreografia: Antonio Najarro | - Man of La Mancha medley – Joe Darion, Mitch Leigh choreografia: David Wilson                                                   | - Prometo – Pablo Alborán choreografia: David Wilson, Sandra Bezic - Smile (z filmu Dzisiejsze czasy) – Charlie Chaplin, John Turner, Geoffrey Parsons - Bullfighter (El torero): - The Bullfighter's Song (La Virgen de la Macarena) – Bernardino Bautista Monterde - Toreador Song – Georges Bizet choreografia: Kenji Miyamoto, Takaya Usuda - Man of La Mancha medley – Joe Darion, Mitch Leigh choreografia: David Wilson |
| 2017–18 | - Dzisiejsze czasy medley – Charlie Chaplin choreografia: Antonio Najarro                         | - Man of La Mancha medley – Joe Darion, Mitch Leigh choreografia: David Wilson                                                   | - Prometo – Pablo Alborán choreografia: David Wilson, Sandra Bezic - Man of La Mancha medley – Joe Darion, Mitch Leigh choreografia: David Wilson - I Love Paris – The Witnesses - Petit Fleur – Henry Rene choreografia: David Wilson - Aerobic Class (mix) choreografia: Kurt Browning, Geoffrey Tyler - Black Betty – Ram Jam choreografia: David Wilson, Jeffrey Buttle - Danny Boy – John McDermott, oryg. Frederic Weatherly choreografia: David Wilson |
| 2016–17 | - Malagueña – Paco de Lucía, Plácido Domingo, oryg. Ernesto Lecuona choreografia: Antonio Najarro | - Elvis Presley medley choreografia: David Wilson - Trouble - Fever - Jailhouse Rock                                             | - Dzisiejsze czasy medley – Charlie Chaplin choreografia: Antonio Najarro - Piraci z Karaibów medley (nowy program) - Touch of Evil – Henry Mancini choreografia: Kurt Browning, Geoffrey Tyler - Danny Boy – John McDermott, oryg. Frederic Weatherly choreografia: David Wilson |
| 2015–16 | - Malagueña – Paco de Lucía, Plácido Domingo, oryg. Ernesto Lecuona choreografia: Antonio Najarro | - Guys and Dolls – Frank Sinatra, oryg. Frank Loesser choreografia: David Wilson                                                 | - Luck Be a Lady – Frank Sinatra, oryg. Frank Loesser choreografia: David Wilson - I Love Paris – The Witnesses - Danny Boy – John McDermott, oryg. Frederic Weatherly choreografia: David Wilson - Black Betty – Ram Jam choreografia: David Wilson, Jeffrey Buttle - Heart Keeps Dancing – James Gruntz - Aerobic Class (mix) choreografia: Kurt Browning, Geoffrey Tyler - Bullfighter (El torero): - The Bullfighter's Song (La Virgen de la Macarena) – Bernardino Bautista Monterde - Toreador Song – Georges Bizet choreografia: Kenji Miyamoto, Takaya Usuda |
| 2014–15 | - Black Betty – Ram Jam choreografia: David Wilson, Jeffrey Buttle                                | - Cyrulik sewilski medley – Gioacchino Rossini choreografia: David Wilson - Ouverture - Acto Laro al Factotum - Temporale        | - Bullfighter (El torero): - The Bullfighter's Song (La Virgen de la Macarena) – Bernardino Bautista Monterde - Toreador Song – Georges Bizet choreografia: Kenji Miyamoto, Takaya Usuda - Touch of Evil – Henry Mancini choreografia: Kurt Browning, Geoffrey Tyler - Aerobic Class (mix) choreografia: Kurt Browning, Geoffrey Tyler - 20 De Abril – Celtas Cortos - When I Was Your Man – Bruno Mars |
| 2013–14 | - Satan Takes a Holiday – Larry Clinton choreografia: David Wilson                                | - Peter Gunn medley – Henry Mancini - Harlem Nocturne – Earle Hagen choreografia: David Wilson                                   | - Aerobic Class (mix) choreografia: Kurt Browning, Geoffrey Tyler - Satan Takes a Holiday – Larry Clinton |
| 2012–13 | - Maska Zorro medley – James Horner choreografia: David Wilson                                    | - Charlie Chaplin medley – James Horner choreografia: David Wilson                                                               | - Aerobic Class (mix) choreografia: Kurt Browning, Geoffrey Tyler - The Lazy Song – Bruno Mars choreografia: Jeffrey Buttle |
| 2011–12 | - I Love Paris – The Witnesses - Petit Fleur – Henry Rene choreografia: David Wilson              | - Guiseppe Verdi medley choreografia: David Wilson - La Traviata - I Vespri Siciliani - Nabucco - Rigoletto                      | - The Lazy Song – Bruno Mars choreografia: Jeffrey Buttle - La donna è mobile (z opery Rigoletto) – Giuseppe Verdi choreografia: David Wilson |
| 2010–11 | - Histoire d'un amour - Nu Pogodi (z bajki Wilk i Zając) choreografia: Nikołaj Morozow            | - Piraci z Karaibów medley – Klaus Badelt, Hans Zimmer choreografia: Nikołaj Morozow                                             | |
| 2009–10 | - James Bond medley choreografia: Nikołaj Morozow - The Mexican choreografia: Nikołaj Morozow     | - Piraci z Karaibów medley – Klaus Badelt, Hans Zimmer choreografia: Nikołaj Morozow                                             | |
| 2008–09 | - Entre Dos Aguas – Paco Lucia choreografia: Ivan Saez, Carolina Sanz                             | - Romeo i Julia medley choreografia: Ivan Saez, Carolina Sanz - Matrix medley – Don Davis choreografia: Ivan Saez, Carolina Sanz | - I Like The Way (You Move) – BodyRockers |

## Wybrane nagrody i odznaczenia
- Najlepszy sportowiec roku (według Hiszpańskiego Komitetu Olimpijskiego) – 2018[82]
- Nagroda króla Filipa dla najlepszego sportowca – 2017[83]
- Złoty medal Madrytu(inne języki) – 2017[84]
- Złoty medal wspólnoty Madrytu(inne języki) – 2017[85]
- Złoty order królewski za zasługi sportowe(inne języki) – 2016[86]
- Wielki krzyż orderu drugiego maja(inne języki) – 2015[87]
- Najlepszy sportowiec roku (według Hiszpańskiego Komitetu Olimpijskiego) – 2014[88]